# 瓦窑沟乡
瓦窑沟乡，是中华人民共和国河南省三門峽市卢氏县下辖的一个乡镇级行政单位。

## 行政区划
瓦窑沟乡下辖以下地区：
瓦窑沟村、大坪村、韩庄村、耿家店村、金庄村、庙上村、代柏村、上河村、里曼坪村、下河村、龙泉坪村、胡家坪村、高河村和观沟村。